# Garner Ted Armstrong
Garner Ted Armstrong född 9 februari 1930, död 15 september 2003, var en amerikansk radio- och TV-evangelist samt grundare av Church of God International och Intercontinental Church of God.
Garner Ted Armstrong föddes i Portland, Oregon som son till Loma Isabelle och den kände pastorn Herbert W Armstrong.
Under Koreakriget tjänstgjorde Armstrong i marinen. Därefter tog han en teologie doktorsexamen vid faderns Ambassador College i Pasadena, Kalifornien. 1955 ordinerades han till pastor inom faderns Worldwide Church of God, inom vilken han kom att inneha centrala förtroendeuppdrag tills han uteslöts ur kyrkan 1978.
Garner Ted flyttade då till Tyler, Texas där han bildade the Church of God, International (CGI) och Garner Ted Armstrong Evangelistic Association (GTAEA), som producerade olika TV-program.
1998 tvingades han lämna CGI efter anklagelser om sexuella trakasserier och bildade istället the Intercontinental Church of God (ICG), som han ledde fram till sin död, i sviterna av en lunginflammation.  
Garner Teds son, Mark Armstrong övertog ledningen av ICG och GTAEA efter faderns död.